# Det nittende Aarhundrede
Det nittende Aarhundrede. Maanedsskrift for Literatur og Kritik var et dansk kulturtidsskrift, redigeret af Georg og Edvard Brandes og udgivet fra 1874 til 1877.
Bladet havde til formål at skabe et talerør for Det Moderne Gennembrud og den radikale bevægelse, efter at både presse og universitet holdt Georg Brandes borte fra det gode selskab på grund af udgivelsen Hovedstrømninger. Bladet spændte indholdsmæssigt videre, end undertitlen antydede. Det kan med betragtes som en forløber for Tilskueren (1884-1939), hvor Brandes-brødrene også var skribenter.
| Anime eller manga | Spire Denne artikel om medie og kommunikation er en spire som bør udbygges. Du er velkommen til at hjælpe Wikipedia ved at udvide den. |